# Золотая четвёрка
«Золотая четвёрка» (дат. Guldfireren) — название успешной команды датских спортсменов, выступавших в академической гребле в категории легковесной распашной четвёрки без рулевого. На шести Олимпийских играх подряд (1996—2016) датчане завоевали шесть медалей (три золота, одно серебро, две бронзы), а также восемь золотых медалей на чемпионатах мира в 1994—2014 годах. Всего в команду в разные годы входили 17 гребцов. Дисциплина последний раз проводилась в рамках чемпионата мира 2017 года, после чего была исключена из программ Олимпийских игр и чемпионатов мира.

## История
Команда впервые собралась в 1993 году для подготовки к Олимпийским играм 1996 года в Атланте. Четвёрку составили Томас Поулсен, Виктор Феддерсен, Нильс Хенриксен и загребной Эскильд Эббесен. Перед Олимпиадой команда выиграла чемпионат мира 1994 года в Индианаполисе и завоевала серебро на ЧМ 1995. В 1996 году четвёрка выиграла золотые медали Олимпиады в Атланте. После Игр команду из-за возраста покинул Нильс Хенриксен, а на его место был отобран Томас Эберт. В следующие три года «Золотая четвёрка» победила практически во всех чемпионатах мира и Кубках мира.
В 2000 году на Олимпиаде в Сиднее четвёрка выступала без получившего травму спины Томаса Поулсена и заняла третье место.
В 1998, 1999 и 2003 годах золотая четвёрка гонялась с командой британца Стива Редгрейва.

## Результаты

### Олимпийские игры
- 1996 Атланта — золото (Эббесен, Поульсен, Феддерсен, Хенриксен)
- 2000 Сидней — бронза (Эббесен, Мадсон, Феддерсен, Эберт)
- 2004 Афины — золото (Эббесен, Мёльвиг, Эберт, Кристенсен)
- 2008 Пекин — золото (Эббесен, Андерсен, Йоргенсен, Эберт)
- 2012 Лондон — бронза (Эббесен, Винтер, Йоргенсен, Барсое)
- 2016 Рио-де-Жанейро — серебро (Барсое, Ларсен, Винтер, Йоргенсен)

### Чемпионаты мира
- 1994 Индианаполис —  (Эббесен, Поульсен, Феддерсен, Хенриксен)
- 1995 Тампере —  (Эббесен, Поульсен, Феддерсен, Хенриксен)
- 1997 Эгбелет-ле-Лак —  (Эббесен, Поульсен, Феддерсен, Эберт)
- 1998 Кёльн —  (Эббесен, Поульсен, Феддерсен, Эберт)
- 1999 Сент-Катаринс —  (Эббесен, Поульсен, Феддерсен, Эберт)
- 2001 Люцерн —  (Эббесен, Мадсон, Эберт, Кристенсен)
- 2002 Севилья —  (Эббесен, Мёльвиг, Эберт, Кристенсен)
- 2003 Милан —  (Эббесен, Мёльвиг, Эберт, Кристенсен)
- 2013 Чхунджу —
- 2014 Амстердам —
- 2015 Эгбелет-ле-Лак —